# فورد الفئة أ أ
فورد الفئة أ أ (بالإنجليزية: Ford Model AA)‏ هي سيارة من صناعة شركة فورد أنتجت في 1927م وتوقف إنتاجها في 1932م.